# Eudigraphis sinensis
Eudigraphis sinensis är en mångfotingart som beskrevs av S. Ishii och Liang 1990. Eudigraphis sinensis ingår i släktet Eudigraphis och familjen penseldubbelfotingar. Inga underarter finns listade i Catalogue of Life.